# 1. slovenská národní fotbalová liga 1971/1972
V soubojích 3. ročníku 1. slovenské národní fotbalové ligy 1971/72 (jedna ze skupin 3. nejvyšší soutěže) se utkalo 14 týmů dvoukolovým systémem podzim - jaro.

## Konečná tabulka
Zdroj: 
| Poř. | Tým                          | Z  | V  | R  | P  | VG | OG | B  |
| ---- | ---------------------------- | -- | -- | -- | -- | -- | -- | -- |
| 1.   | Baník Prievidza              | 26 | 16 | 6  | 4  | 48 | 23 | 38 |
| 2.   | Slovan Bratislava „B“        | 26 | 12 | 8  | 6  | 35 | 25 | 32 |
| 3.   | Gumárne Púchov               | 26 | 8  | 12 | 6  | 29 | 22 | 28 |
| 4.   | Baník Handlová               | 26 | 12 | 4  | 10 | 41 | 39 | 28 |
| 5.   | Iskra Partizánske            | 26 | 11 | 5  | 10 | 35 | 29 | 27 |
| 6.   | PPS Detva                    | 26 | 9  | 8  | 9  | 42 | 31 | 26 |
| 7.   | Lokomotíva Spišská Nová Ves  | 26 | 11 | 4  | 11 | 31 | 34 | 26 |
| 8.   | ZSNP Žiar nad Hronom         | 26 | 11 | 3  | 12 | 25 | 26 | 25 |
| 9.   | BZVIL Ružomberok             | 26 | 9  | 7  | 10 | 26 | 31 | 25 |
| 10.  | ZVL Kysucké Nové Mesto       | 26 | 11 | 3  | 12 | 33 | 40 | 25 |
| 11.  | Mostáreň Brezno              | 26 | 10 | 4  | 12 | 29 | 38 | 24 |
| 12.  | ŠK Liptovský Mikuláš         | 26 | 10 | 3  | 13 | 24 | 33 | 23 |
| 13.  | Lokomotíva Vranov nad Topľou | 26 | 9  | 3  | 14 | 29 | 36 | 21 |
| 14.  | Dukla Nováky                 | 26 | 4  | 8  | 14 | 24 | 44 | 16 |

Poznámky:
- Z = Odehrané zápasy; V = Vítězství; R = Remízy; P = Prohry; VG = Vstřelené góly; OG = Obdržené góly; B = Body

|  | postup do 2. ligy 1972/73 |
|  | sestup do Divize 1972/73  |